# Cocconotus
Cocconotus är ett släkte av insekter. Cocconotus ingår i familjen vårtbitare.

## Dottertaxa tillCocconotus, i alfabetisk ordning[1]
- Cocconotus annulipes
- Cocconotus antioquiae
- Cocconotus aratifrons
- Cocconotus atratus
- Cocconotus atrifrons
- Cocconotus banksi
- Cocconotus bellicosus
- Cocconotus carmelitae
- Cocconotus cerdai
- Cocconotus charape
- Cocconotus chelicercus
- Cocconotus degeeri
- Cocconotus ecuadoricus
- Cocconotus gracilicauda
- Cocconotus insularis
- Cocconotus laevifrons
- Cocconotus lignicolor
- Cocconotus lineolatus
- Cocconotus maculifrons
- Cocconotus meroncidioides
- Cocconotus middlekauffi
- Cocconotus molaris
- Cocconotus paessleri
- Cocconotus personatus
- Cocconotus pusillus
- Cocconotus retiarius
- Cocconotus scabrifrons
- Cocconotus schunkei
- Cocconotus stigmatifrons
- Cocconotus unicolor
- Cocconotus wheeleri
- Cocconotus vittagenae
- Cocconotus vittifrons
- Cocconotus zebra